# Альтанка М. І. Глінки
Альтанка М. І. Глібова — пам'ятка архітектури національного значення знаходиться у селищі Качанівка Чернігівської області. Побудована у першій половині ХІХ століття. Є складовою частиною парку садиби Тарновських. Свою назву отримала від імені композитора М. І. Глінки, який гостював у Тарновських і любив відпочивати у цій альтанці.

## Опис
Альтанка збудована на початку ХІХ століття. Знаходиться на пагорбі на території Качанівського парку поблизу Майорського ставу. Висота — 16 метрів (з підвалом), ширина — 8,3 метри. Споруда цегляна, тинькована, восьмикутна у плані, виконана у стилі класицизму. Має купол з фігурним шпилем. Під альтанкою знаходиться підвал із склепінням. У підвалі розміщені декоративні ніші, сходи, чотири дверні отвори. Перед входами знаходяться майданчики, обмежені підпірними стінами, спорудженими по формі пагорба. Вікна і двері стрілчастої форми.
Наприкінці XIX століття альтанка зазнала певних змін у вигляді. Під час Другої світової війни пам'ятка була пошкоджена. Відновлена в 1947 році. Імовірно, тоді фасади прикрасили медальйонами за сюжетом опери «Руслан і Людмила».

## Історія
Григорій Тарновський мав землю, 9 тисяч душ кріпаків, промислові підприємства (цукрові заводи, млини). Мав можливість і бажання підтримувати митців. У нього часто гостювали художники, композитори, письменники і поети. Літо 1838 року провів у Качанівці Михайло Глінка. Він любив грати у насипному гроті під альтанкою. Відтоді споруду називають альтанкою Глінки. Тут Глінка написав кантату на честь Г. Тарновського «Гімн господарю», працював над пушкінською поемою і у 1838 році написав частину опери «Руслан і Людмила».